# Morpholeria limbinervis
Morpholeria limbinervis är en tvåvingeart som först beskrevs av Leander Czerny 1909.  Morpholeria limbinervis ingår i släktet Morpholeria och familjen myllflugor. Inga underarter finns listade i Catalogue of Life.